# Быки Гелиоса

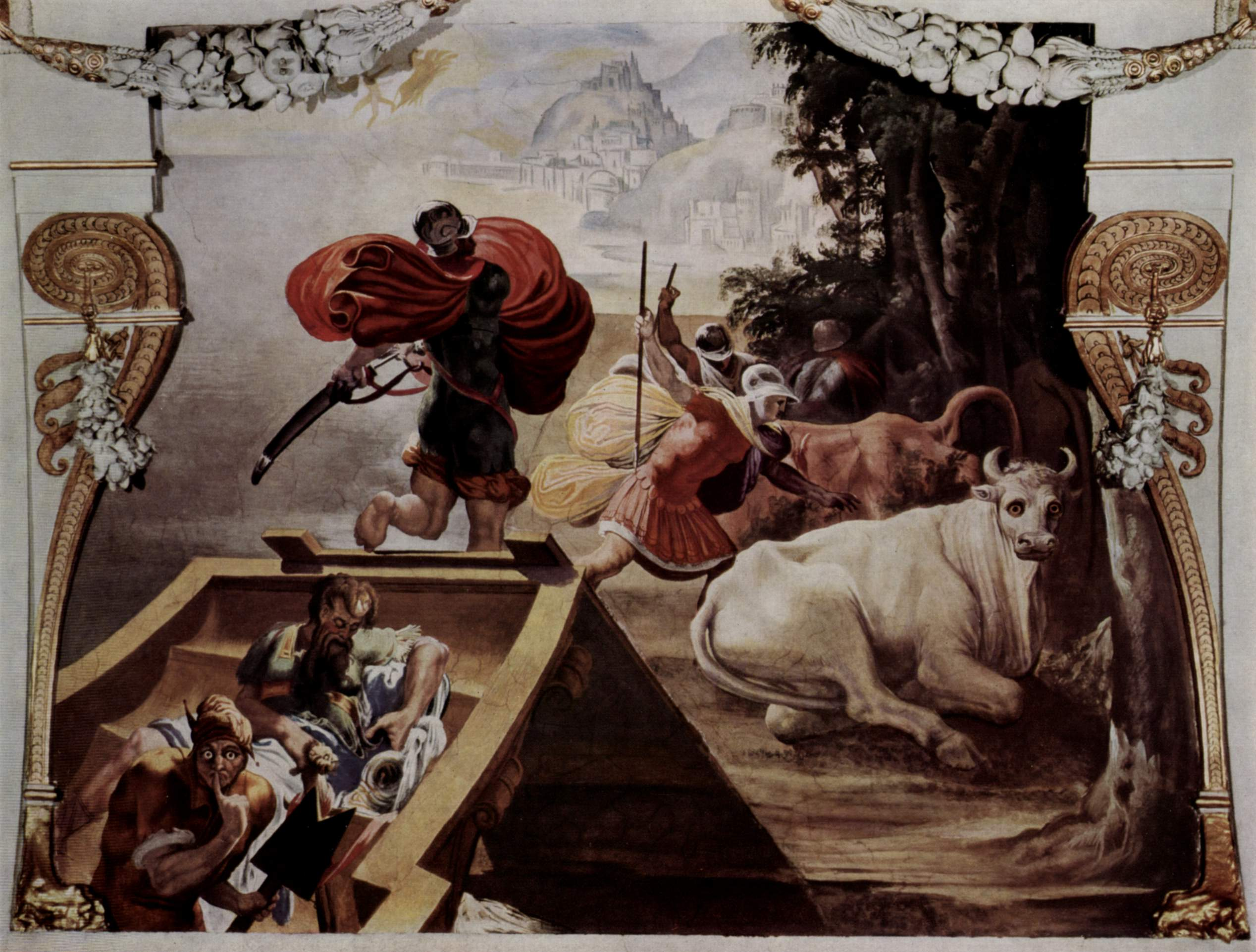
Спутники Одиссея похищают быков Гелиоса (фреска Пеллегрино Тибальди, 1554/56)

В древнегреческой мифологии быки Гелиоса (др.-греч. Hελίοιο βόες, Hēelíoio bóes), также называемые волами Солнца, — это быки, выпасаемые на острове Тринация (считается современной Сицилией).

## Мифология
Считалось, что у Гелиоса, также известного как титан солнца, было семь стад волов и семь стад овец, каждая из которых насчитывала пятьдесят голов.
В «Одиссее» Гомер описывает этих бессмертных быков как красивых (ἄριστος), широких, толстых (εúρυμέτωπος) и изогнуторогих (ὀρθόκραιρος). Скот охраняли дочери Гелиоса, Фаэтуза и Лампетия, и всем было известно, что любой вред любому отдельному животному обязательно вызовет гнев титана.
Тиресий и Цирцея предупреждают Одиссея о том, что нужно избегать острова Гелиоса. Когда Еврилох просит разрешения причалить, чтобы приготовить ужин, Одиссей неохотно соглашается с условием, что команда поклянется, что, если они встретят стадо крупного рогатого скота или большое стадо овец, никто не убьёт никого из них. Они удерживаются на острове в течение месяца неблагоприятной бурей Посейдона.
Когда Одиссей идёт на остров, чтобы помолиться богам и попросить о помощи, Еврилох убеждает команду отогнать лучших из скота Гелиоса и принести их в жертву богам: «если он будет немного гневаться из-за своего скота с прямыми рогами, и будет готов разрушить наш корабль, и другие боги последовали бы его желанию, скорее мгновенно на волне я бы отбросил свою жизнь, чем был бы медленно растоптан до смерти на пустынном острове». Когда он возвращается на корабль, Одиссей упрекает своих товарищей за неповиновение его приказам. Но уже слишком поздно, скот мёртв и принесён в жертву.
Лампетия говорит Гелиосу, что люди Одиссея убили его скот. В свою очередь, Гелиос приказывает богам отомстить людям Одиссея. Он угрожает, что если они не заплатят ему полное искупление за скот, он перенесёт солнце в Подземный мир и зажжёт его среди мёртвых. Зевс обещает Гелиосу поразить их корабль молнией и разрубить его на куски посреди океана.
Вскоре боги показывают знамения и чудеса людям Одиссея. Шкуры начинают ползти, и мясо начинает жевать, как жареное, так и сырое, и слышится звук, похожий на мычание коров. В течение шести дней люди Одиссея пировали, поедая коров Гелиоса. На седьмой день ветер меняется. После того, как они отплыли, Зевс сдержал своё слово, и во время шторма корабль был уничтожен молнией, и все его люди погибли. Одиссей сбегает, плывя к острову Калипсо.

### Первичные источники
- Аполлодор, 1.9.
- Гомер, Одиссея, XII.

### Вторичные источники
- Gantz, Timothy. Early Greek Myth. Vol. 1 pp. 419–420 and Vol. 2 pp. 705. Johns Hopkins University Press. London (1993).
- Tripp, Edward. The Meridian Handbook of Classical Mythology. New York (1970)